# Kuřinka solná
Kuřinka solná (Spergularia salina) je nízká, ohrožená halofilní bylina upřednostňující vlhká a prosluněná stanoviště.

## Rozšíření
Roste na písčinách mořských pobřeží na severu, západě a jihu Evropy a severu Afriky. Vyrůstá řídce i ve vnitrozemí Střední Evropy, v Mongolsku, na východní Sibiři a Dálném východě ve vnitrozemských slaniscích, poblíž minerálních pramenů a na zasolených zamočených pozemcích. Zavlečena byla do jižní Afriky, Severní a Jižní Ameriky, Austrálie i na Nový Zéland.
V České republice roste jen vzácně a to ve středních a severozápadních Čechách a na jižní Moravě.. Vyskytuje se ve slanomilných společenstvech svazu Cypero–Spergularion salinae a Thero–Salicornion strictae. V poslední době se tento druh nečekaně šíří podél v zimním období solených silničních tahů.

## Ohrožení
Zhoršováním ekologie na přirozených stanovištích dochází na většině míst ke snižování počtu rostoucích jedinců nebo dokonce k jejich vymizení. Kuřinka solná byla proto vyhláškou MŽP ČR č. 395/1992 Sb. a "Černým a červeným seznamem cévnatých rostlin České republiky z roku 2000" vyhlášena za kriticky ohrožený druh.

## Popis
Poléhavá nebo vystoupavá až vzpřímená jednoletá rostlina vyrůstající z mírně ztlustlého nebo niťovitého kořene. Lodyhy má dlouhé 5 až 25 cm a tlusté 0,6 až 2 mm, odspodu jsou v uzlinách větvené a v horní části žláznatě chlupaté. Tučné, vstřícné, čárkovité, v průřezu oblé, přisedlé listy vyrůstající z uzlin jsou dlouhé 1 až 4 cm a bývají zakončeny tupě nebo krátkými hroty. Mají vytrvalé, suchomázdřité, zdvojené palisty široce trojúhelníkovitého tvaru o délce 1 až 3,5 mm které jsou na konci zpravidla zašpičatělé.
Oboupohlavné 5četné květy jsou na stopkách dlouhých v rozmezí 5 až 13 mm a bývají lysé nebo řídce žláznatě chlupaté. Vyrůstají jednotlivě nebo ve vidlanu či jednoramenném vrcholíku. U báze srostlé kališní plátky jsou dlouhé 3 až 5 mm a mají až 0,5 mm široký suchomázdřitý lem, bývají eliptické až kopinaté, na konci tupé nebo zašpičatělé, lysé až řídce chlupaté. Růžové až bílé eliptické, na vrcholu oblé korunní plátky jsou dlouhé asi 2 až 3 mm. V květu je 2 až 5, vzácně i 10 tyčinek s prašníky. Gyneceum je tvořeno 3 plodolisty, semeník je svrchní a má 3 čnělky s bliznami.
Kvete v červnu až říjnu. Nejčastěji dochází k samoopylení, cizosprašnost je u tohoto druhu vzácná, jen asi ve 2 %. Prašníky jsou zralé v květu již ve fázi poupěte kde jsou skloněny k také již zralým bliznám, takže často dojde k opylení ještě před rozvitím květu. Po rozkvetení je v květech málo nektaru a kvetou jen krátce.
Plod je tobolka vejcovitého tvaru dlouhá 3 až 6 mm otvírající se třemi chlopněmi. Hnědá semena (dlouhá 1,15 mm, široká 1,1 mm, vážící 0,07 g) jsou podkovitě diskovitého tvaru a po obvodu mají ztlustlý val. Osemení bývá hladké, jen po obvodu valu je někdy jemně bradavčité. Semena jsou dvoutvará, některá mají blanitý lem usnadňující rozšiřování větrem. Druh je tetraploidní (2n  = 36), ojediněle se nacházejí i diploidní rostliny. Rozmnožuje se výhradně semeny která se po okolí šíří větrem, vodou, zvířaty i lidskou činností.

## Taxonomie
Pojmenování tohoto druhu se postupně vyvíjí, o čemž svědčí množství synonym. V současnosti se vědci kloní ke dvěma vědeckým jménům: Spergularia salina nebo Spergularia marina s tím, že druhé je pak pokládáno za synonymum. Odlišné pojmenování než u českých autorů je uváděno např. v:
[nedostupný zdroj], , ,  Archivováno 7. 4. 2011 na Wayback Machine..

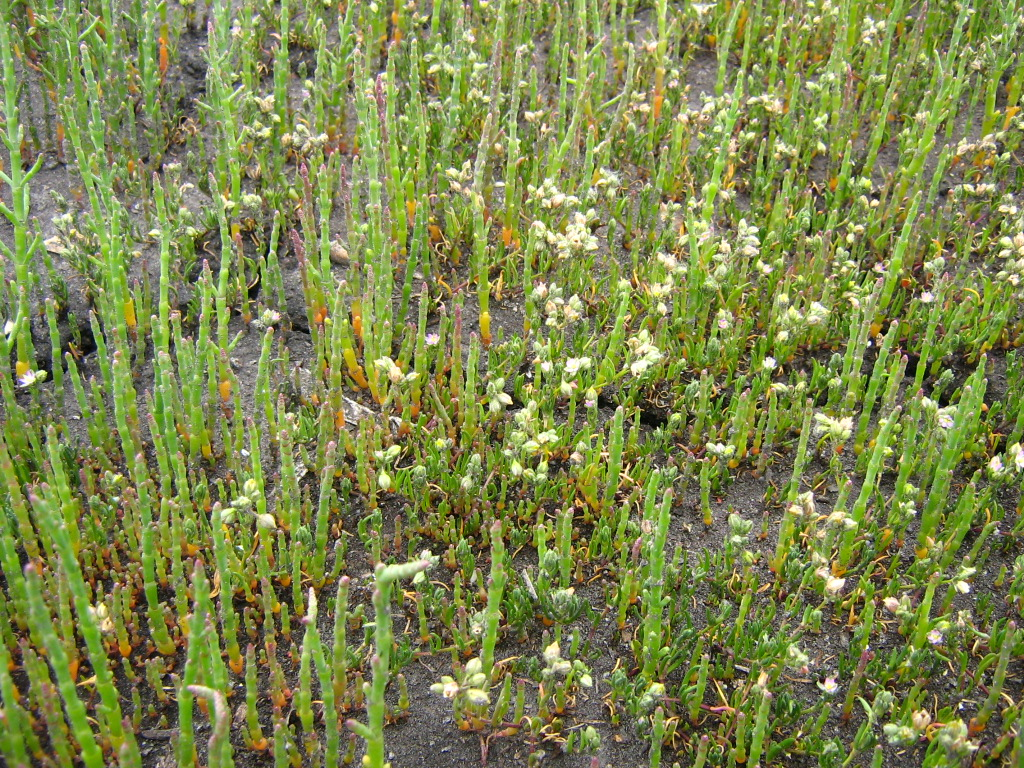
Vzpřímené, dosud nevětvené lodyhy
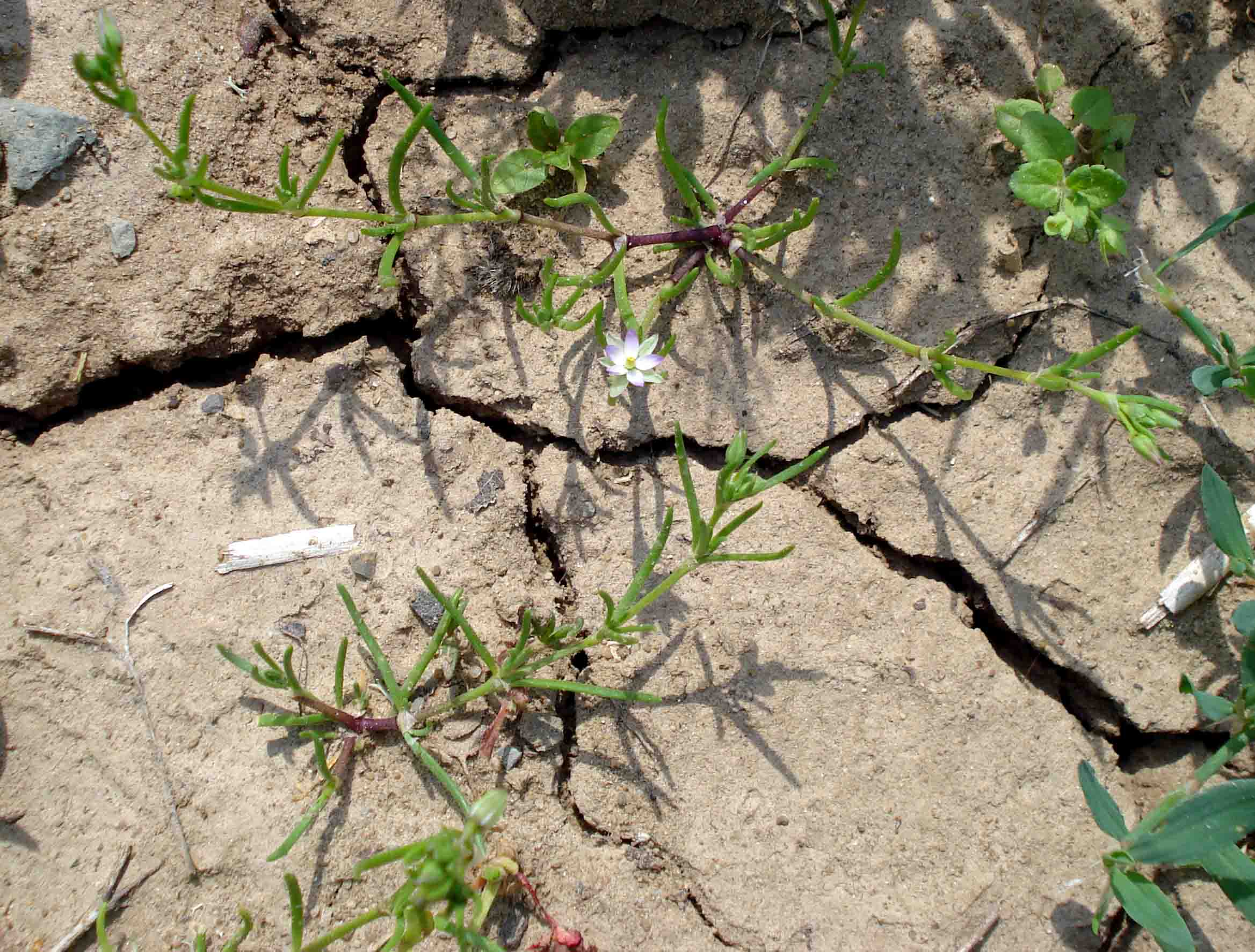
Větvené, poléhavé lodyhy
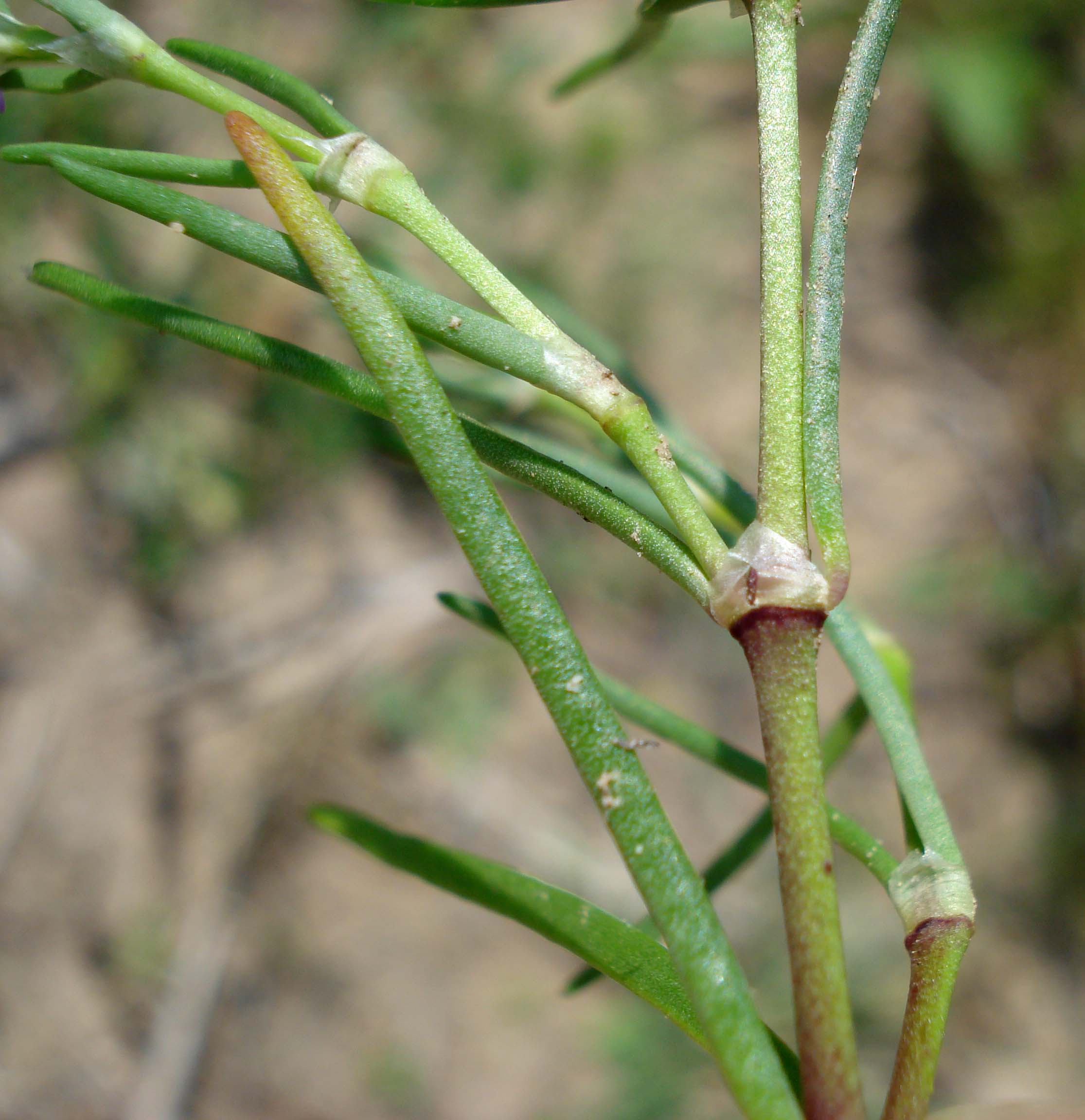
Uzliny na lodyze s listy a palisty
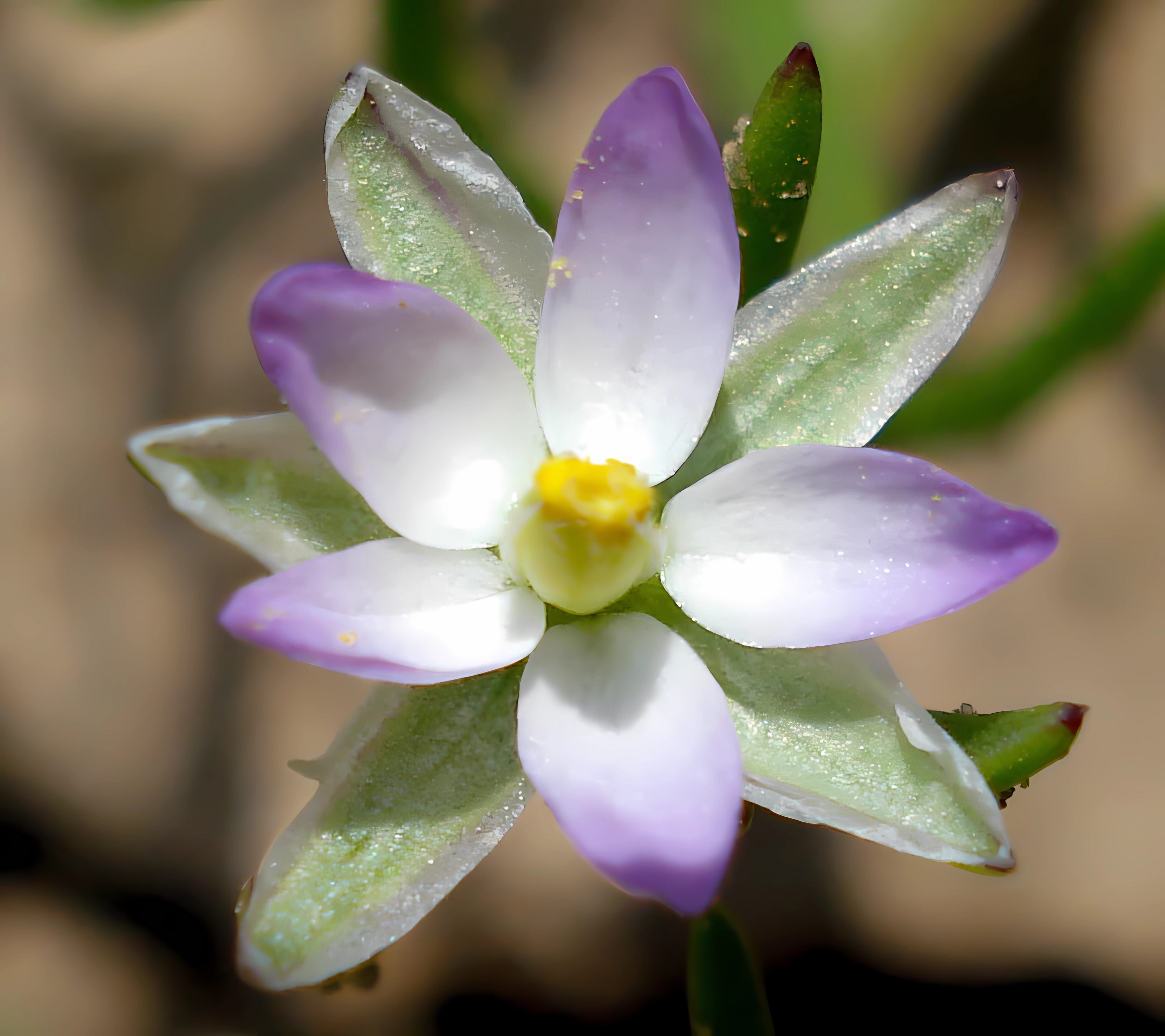
Rozvitý květ